# 堵敖
堵敖（？—前672年），芈姓，熊氏，名艰，一作囏，《左传·莊公十四年》和《楚辞·天问》作堵敖，《史記·楚世家》作杜敖，《史记》另有版本中“杜敖”作“壮敖”或“莊敖”，春秋时期楚国君主。
堵敖原名熊艱，楚文王之子。《史記·楚世家》謂堵敖即「囏」（「囏」音、用法同艱）。熊艱在位，繼續富國強兵，逐鹿中原。楚莊敖五年（前672年）熊艱欲殺其弟恽。恽奔亡隨國，借隨人之助，殺艱自立，是為楚成王。
| 前任： 父楚文王 | 楚國君主 前675年-前672年 | 繼任： 弟楚成王 |